# Copa Bandes 2016
La Copa Bandes (por motivos de patrocinio), es un torneo de verano de fútbol de carácter amistoso que se disputa entre los 2 equipos más grandes de Uruguay y 2 invitados extranjeros.

En su tercera edición, se jugó en su totalidad en el Estadio Centenario de Montevideo, Uruguay, en los días 14 y 16 de enero del 2016.
Los partidos, en su totalidad, fueron transmitidos por las señales de televisión VTV, GolTV y TyC Sports, además de manera gratuita mediante el canal en línea Vera+.
En esta edición participaron los siguientes equipos:
- C. Nacional de F. - Invitado uruguayo[4]
- C. A. Peñarol - Invitado uruguayo[5]
- C. A. Banfield - Invitado argentino[6]
- C. Cerro Porteño - Invitado paraguayo[7]

## Resultados
|  | Semifinales               | Semifinales               |   |                           | Final                     | Final |  |
|  |                           |                           |   |                           |                           |       |  |
|  |                           |                           |   |                           |                           |       |  |
|  | Jueves 14 de enero, 20:00 |                           |   |                           |                           |       |  |
|  | Banfield                  | 0                         |   |                           |                           |       |  |
|  | Cerro Porteño             | 2                         |   |                           |                           |       |  |
|  |                           |                           |   |                           |                           |       |  |
|  |                           |                           |   |                           | Sábado 16 de enero, 22:15 |       |  |
|  |                           |                           |   |                           | Peñarol                   | 1     |  |
|  |                           | Cerro Porteño             | 0 |                           |                           |       |  |
|  |                           |                           |   |                           |                           |       |  |
|  |                           |                           |   |                           |                           |       |  |
|  |                           |                           |   |                           | Tercer puesto             |       |  |
|  | Jueves 14 de enero, 22:15 | Jueves 14 de enero, 22:15 |   | Sábado 16 de enero, 20:00 | Sábado 16 de enero, 20:00 |       |  |
|  | Nacional                  | 1 (2)                     |   | Nacional                  | 1                         |       |  |
|  | Peñarol                   | 1 (4)                     |   |                           | Banfield                  | 0     |  |

### Semifinales
| Primer partido, VTV, GolTV, Vera + y TyC Sports; 14 de enero de 2016, 20:00 | Banfield | 0:2 (0:0) | Cerro Porteño              | Estadio Centenario, Montevideo |                                |
|                                                                             |          | Reporte   | 46' Ortigoza · 60' Cáceres | Árbitro(s): Christian Ferreira | Árbitro(s): Christian Ferreira |

| Segundo partido, VTV, GolTV, Vera + y TyC Sports; 14 de enero de 2016, 22:15 | Nacional                             | 1:1 (1:0) (2:4 p.)         | Peñarol                                   | Estadio Centenario, Montevideo                          |                                                         |
|                                                                              | Barcia 11'                           |                            | 59' Viega                                 | Asistencia: 25.000 espectadores Árbitro(s): Óscar Rojas | Asistencia: 25.000 espectadores Árbitro(s): Óscar Rojas |
|                                                                              |                                      | Tiros desde el punto penal |                                           |                                                         |                                                         |
|                                                                              | Alonso · González · Porras · Polenta |                            | Novick · M. Rodríguez · MacEachen · Leyes |                                                         |                                                         |

#### Clásico
| 25    | POR   | Luis Mejía          |     |
| 4     | DEF   | Jorge Fucile        |     |
| 26    | DEF   | José Aja            |     |
| 23    | DEF   | Diego Polenta       |     |
| 22    | DEF   | Alfonso Espino      |     |
| 19    | MED   | Santiago Romero     |     |
| 8     | MED   | Sebastián Eguren    | 66' |
| 14    | MED   | Gonzalo Porras      |     |
| 11    | DEL   | Leandro Barcia      | 59' |
| 24    | DEL   | Iván Alonso         |     |
| 30    | DEL   | Sebastián Fernández | 77' |
| D. T. | D. T. | Gustavo Munúa       |     |

| 1     | POR   | Gastón Guruceaga    |     |
| 13    | DEF   | Matías Aguirregaray |     |
| 2     | DEF   | Guillermo Rodríguez |     |
| 3     | DEF   | Emilio MacEachen    |     |
| 22    | DEF   | Gianni Rodríguez    |     |
| 25    | MED   | Nahitan Nández      |     |
| 14    | MED   | Luis Aguiar         | 63' |
| 19    | MED   | Rodrigo Viega       |     |
| 20    | MED   | Nicolás Albarracín  | 46' |
| 30    | DEL   | Cristian Palacios   | 46' |
| 9     | DEL   | Diego Ifrán         | 83' |
| D. T. | D. T. | Pablo Bengoechea    |     |

| 29 | Delantero      | Kevin Ramírez    | 59' |
| 10 | Centrocampista | Ignacio González | 66' |
| 21 | Centrocampista | Rodrigo Amaral   | 77' |

| 24 | Delantero      | Carlos Luque   | 46' |
| 15 | Centrocampista | Maxi Rodríguez | 46' |
| 7  | Centrocampista | Hernán Novick  | 63' |
| 33 | Delantero      | Gabriel Leyes  | 83' |

| 11' | Leandro Barcia | 1:0 |

| 59' | Rodrigo Viega | 1:1 |

| 2 | Alonso González Porras Polenta | Fallo de penal · Fallo de penal · Acierto de penal · Acierto de penal |

| 4 | H. Novick M. Rodríguez MacEachen Leyes | Acierto de penal · Acierto de penal · Acierto de penal · Acierto de penal |

| 7' · 39' · 71' · 75' | Ivan Alonso José Aja Ignacio González Sebastián Fernández |

| 34' · 45' | Luis Aguiar Emilio MacEachen |

| Principal  | Óscar Rojas      |
| Asistentes | Carlos Pastorino |
|            | Marcelo Alonso   |

| 25    | POR   | Luis Mejía          |     |
| 4     | DEF   | Jorge Fucile        |     |
| 26    | DEF   | José Aja            |     |
| 23    | DEF   | Diego Polenta       |     |
| 22    | DEF   | Alfonso Espino      |     |
| 19    | MED   | Santiago Romero     |     |
| 8     | MED   | Sebastián Eguren    | 66' |
| 14    | MED   | Gonzalo Porras      |     |
| 11    | DEL   | Leandro Barcia      | 59' |
| 24    | DEL   | Iván Alonso         |     |
| 30    | DEL   | Sebastián Fernández | 77' |
| D. T. | D. T. | Gustavo Munúa       |     |

| 1     | POR   | Gastón Guruceaga    |     |
| 13    | DEF   | Matías Aguirregaray |     |
| 2     | DEF   | Guillermo Rodríguez |     |
| 3     | DEF   | Emilio MacEachen    |     |
| 22    | DEF   | Gianni Rodríguez    |     |
| 25    | MED   | Nahitan Nández      |     |
| 14    | MED   | Luis Aguiar         | 63' |
| 19    | MED   | Rodrigo Viega       |     |
| 20    | MED   | Nicolás Albarracín  | 46' |
| 30    | DEL   | Cristian Palacios   | 46' |
| 9     | DEL   | Diego Ifrán         | 83' |
| D. T. | D. T. | Pablo Bengoechea    |     |

| 29 | Delantero      | Kevin Ramírez    | 59' |
| 10 | Centrocampista | Ignacio González | 66' |
| 21 | Centrocampista | Rodrigo Amaral   | 77' |

| 24 | Delantero      | Carlos Luque   | 46' |
| 15 | Centrocampista | Maxi Rodríguez | 46' |
| 7  | Centrocampista | Hernán Novick  | 63' |
| 33 | Delantero      | Gabriel Leyes  | 83' |

| 11' | Leandro Barcia | 1:0 |

| 59' | Rodrigo Viega | 1:1 |

| 2 | Alonso González Porras Polenta | Fallo de penal · Fallo de penal · Acierto de penal · Acierto de penal |

| 4 | H. Novick M. Rodríguez MacEachen Leyes | Acierto de penal · Acierto de penal · Acierto de penal · Acierto de penal |

| 7' · 39' · 71' · 75' | Ivan Alonso José Aja Ignacio González Sebastián Fernández |

| 34' · 45' | Luis Aguiar Emilio MacEachen |

| Principal  | Óscar Rojas      |
| Asistentes | Carlos Pastorino |
|            | Marcelo Alonso   |

| 25    | POR   | Luis Mejía          |     |
| 4     | DEF   | Jorge Fucile        |     |
| 26    | DEF   | José Aja            |     |
| 23    | DEF   | Diego Polenta       |     |
| 22    | DEF   | Alfonso Espino      |     |
| 19    | MED   | Santiago Romero     |     |
| 8     | MED   | Sebastián Eguren    | 66' |
| 14    | MED   | Gonzalo Porras      |     |
| 11    | DEL   | Leandro Barcia      | 59' |
| 24    | DEL   | Iván Alonso         |     |
| 30    | DEL   | Sebastián Fernández | 77' |
| D. T. | D. T. | Gustavo Munúa       |     |

| 1     | POR   | Gastón Guruceaga    |     |
| 13    | DEF   | Matías Aguirregaray |     |
| 2     | DEF   | Guillermo Rodríguez |     |
| 3     | DEF   | Emilio MacEachen    |     |
| 22    | DEF   | Gianni Rodríguez    |     |
| 25    | MED   | Nahitan Nández      |     |
| 14    | MED   | Luis Aguiar         | 63' |
| 19    | MED   | Rodrigo Viega       |     |
| 20    | MED   | Nicolás Albarracín  | 46' |
| 30    | DEL   | Cristian Palacios   | 46' |
| 9     | DEL   | Diego Ifrán         | 83' |
| D. T. | D. T. | Pablo Bengoechea    |     |

| 29 | Delantero      | Kevin Ramírez    | 59' |
| 10 | Centrocampista | Ignacio González | 66' |
| 21 | Centrocampista | Rodrigo Amaral   | 77' |

| 24 | Delantero      | Carlos Luque   | 46' |
| 15 | Centrocampista | Maxi Rodríguez | 46' |
| 7  | Centrocampista | Hernán Novick  | 63' |
| 33 | Delantero      | Gabriel Leyes  | 83' |

| 11' | Leandro Barcia | 1:0 |

| 59' | Rodrigo Viega | 1:1 |

| 2 | Alonso González Porras Polenta | Fallo de penal · Fallo de penal · Acierto de penal · Acierto de penal |

| 4 | H. Novick M. Rodríguez MacEachen Leyes | Acierto de penal · Acierto de penal · Acierto de penal · Acierto de penal |

| 7' · 39' · 71' · 75' | Ivan Alonso José Aja Ignacio González Sebastián Fernández |

| 34' · 45' | Luis Aguiar Emilio MacEachen |

| Principal  | Óscar Rojas      |
| Asistentes | Carlos Pastorino |
|            | Marcelo Alonso   |

| 25    | POR   | Luis Mejía          |     |
| 4     | DEF   | Jorge Fucile        |     |
| 26    | DEF   | José Aja            |     |
| 23    | DEF   | Diego Polenta       |     |
| 22    | DEF   | Alfonso Espino      |     |
| 19    | MED   | Santiago Romero     |     |
| 8     | MED   | Sebastián Eguren    | 66' |
| 14    | MED   | Gonzalo Porras      |     |
| 11    | DEL   | Leandro Barcia      | 59' |
| 24    | DEL   | Iván Alonso         |     |
| 30    | DEL   | Sebastián Fernández | 77' |
| D. T. | D. T. | Gustavo Munúa       |     |

| 1     | POR   | Gastón Guruceaga    |     |
| 13    | DEF   | Matías Aguirregaray |     |
| 2     | DEF   | Guillermo Rodríguez |     |
| 3     | DEF   | Emilio MacEachen    |     |
| 22    | DEF   | Gianni Rodríguez    |     |
| 25    | MED   | Nahitan Nández      |     |
| 14    | MED   | Luis Aguiar         | 63' |
| 19    | MED   | Rodrigo Viega       |     |
| 20    | MED   | Nicolás Albarracín  | 46' |
| 30    | DEL   | Cristian Palacios   | 46' |
| 9     | DEL   | Diego Ifrán         | 83' |
| D. T. | D. T. | Pablo Bengoechea    |     |

| 29 | Delantero      | Kevin Ramírez    | 59' |
| 10 | Centrocampista | Ignacio González | 66' |
| 21 | Centrocampista | Rodrigo Amaral   | 77' |

| 24 | Delantero      | Carlos Luque   | 46' |
| 15 | Centrocampista | Maxi Rodríguez | 46' |
| 7  | Centrocampista | Hernán Novick  | 63' |
| 33 | Delantero      | Gabriel Leyes  | 83' |

| 11' | Leandro Barcia | 1:0 |

| 59' | Rodrigo Viega | 1:1 |

| 2 | Alonso González Porras Polenta | Fallo de penal · Fallo de penal · Acierto de penal · Acierto de penal |

| 4 | H. Novick M. Rodríguez MacEachen Leyes | Acierto de penal · Acierto de penal · Acierto de penal · Acierto de penal |

| 7' · 39' · 71' · 75' | Ivan Alonso José Aja Ignacio González Sebastián Fernández |

| 34' · 45' | Luis Aguiar Emilio MacEachen |

| Principal  | Óscar Rojas      |
| Asistentes | Carlos Pastorino |
|            | Marcelo Alonso   |

### Tercer puesto
| Tercer partido, VTV, GolTV, Vera + y TyC Sports; 16 de enero de 2016, 20:00 | Nacional   | 1:0 (1:0) | Banfield | Estadio Centenario, Montevideo |                            |
|                                                                             | Mascia 30' | Reporte   |          | Árbitro(s): Gustavo Tejera     | Árbitro(s): Gustavo Tejera |

### Final
| Cuarto partido, VTV, GolTV, Vera + y TyC Sports; 16 de enero de 2016, 22:15 | Peñarol          | 1:0 (1:0) | Cerro Porteño | Estadio Centenario, Montevideo                              |                                                             |
|                                                                             | G. Rodríguez 24' | Reporte   |               | Asistencia: 6.000 espectadores Árbitro(s): Jonathan Fuentes | Asistencia: 6.000 espectadores Árbitro(s): Jonathan Fuentes |

## Mejor jugador del partido
Los relatores oficiales de los partidos, al final de cada encuentro seleccionaron al mejor jugador, para que posteriormente la empresa BANDES le diera una placa como reconocimiento.
| Jugador         | Primera fase                   |
| --------------- | ------------------------------ |
| Fidencio Oviedo | Banfield 0 - 2 Cerro Porteño   |
| Maxi Rodríguez  | Nacional 1 (2) - 1 (4) Peñarol |

| Jugador       | Tercer puesto           |
| ------------- | ----------------------- |
| Esteban Conde | Nacional 1 - 0 Banfield |

| Jugador             | Final                       |
| ------------------- | --------------------------- |
| Guillermo Rodríguez | Peñarol 1 - 0 Cerro Porteño |

## Goleadores
| Jugador             | Equipo        | Goles | Jugada | Cabeza | Falta | Penal |
| ------------------- | ------------- | ----- | ------ | ------ | ----- | ----- |
| José Ortigoza       | Cerro Porteño | 1     | 1      | 0      | 0     | 0     |
| Raúl Cáceres        | Cerro Porteño | 1     | 1      | 0      | 0     | 0     |
| Leandro Barcia      | Nacional      | 1     | 0      | 1      | 0     | 0     |
| Rodrigo Viega       | Peñarol       | 1     | 0      | 1      | 0     | 0     |
| Juan Cruz Mascia    | Nacional      | 1     | 0      | 1      | 0     | 0     |
| Guillermo Rodríguez | Peñarol       | 1     | 1      | 0      | 0     | 0     |